# Allika (Kuusalu)
Pour les articles homonymes, voir Allika.
Allika est un village de la paroisse de Kuusalu dans le nord de la région de Harju en Estonie. Le village compte 64 habitants (au 1er janvier 2012).